# Tebrizi nemzetközi repülőtér
A Tebrizi nemzetközi repülőtér (IATA: TBZ, ICAO: OITT) (perzsa nyelven: فرودگاه بین‌المللی شهید مدنی تبریز) Irán egyik nemzetközi repülőtere, amely Tebriz közelében található. Éves utasforgalma 1 942 726 fő (2017).

## Futópályák
A repülőtér futópályái:
- 12L/30R
- 12R/30L

## Forgalom
Az utasforgalom az elmúlt években az alábbi módon változott:
| Utasok száma | 1 366 947 | 1 321 319 | 1 177 521 | 1 423 871 | 1 471 850 | 1 768 398 | 1 942 726 | 1 548 625 | 1 634 583 |
|              | 2011      | 2012      | 2013      | 2014      | 2015      | 2016      | 2017      | 2018      | 2019      |

## Légitársaságok és úticélok
2023-ban a Tebrizi nemzetközi repülőtérről az alábbi járatok indulnak:
| Légitársaság         | Célállomások                                                                            |
| -------------------- | --------------------------------------------------------------------------------------- |
| Asa Jet              | Mashhad, Tehran–Mehrabad, Yerevan                                                       |
| ATA Airlines         | Isfahan, Istanbul, Kish, Mashhad, Tehran–Mehrabad                                       |
| Caspian Airlines     | Asaluyeh, Mashhad, Tehran–Mehrabad                                                      |
| Iran Air             | Tehran–Mehrabad Szezonális: Jeddah, Medina                                              |
| Iran Airtour         | Bandar Abbas, Istanbul, Kish, Mashhad, Najaf, Shiraz, Tehran–Mehrabad Szezonális: İzmir |
| Iran Aseman Airlines | Isfahan, Mashhad, Shiraz, Tehran–Mehrabad                                               |
| Karun Airlines       | Ahvaz, Tehran–Mehrabad                                                                  |
| Kish Air             | Tehran–Mehrabad                                                                         |
| Mahan Air            | Asaluyeh, Isfahan, Kerman, Tehran–Mehrabad                                              |
| Meraj Airlines       | Asaluyeh, Mashhad, Tehran–Mehrabad                                                      |
| Pars Air             | Asaluyeh, Shiraz, Tehran–Mehrabad, Yazd                                                 |
| Pegasus Airlines     | Istanbul–Sabiha Gökçen Szezonális: Adana                                                |
| Pouya Air            | Mashhad, Tehran–Mehrabad, Yazd                                                          |
| Qeshm Air            | Tehran–Mehrabad                                                                         |
| Sepehran Airlines    | Mashhad, Tehran–Mehrabad                                                                |
| Taban Air            | Mashhad, Tehran–Mehrabad                                                                |
| Turkish Airlines     | Istanbul                                                                                |
| Varesh Airlines      | Mashhad, Tehran–Mehrabad                                                                |
| Zagros Airlines      | Mashhad, Tehran–Mehrabad                                                                |